# Szombathely

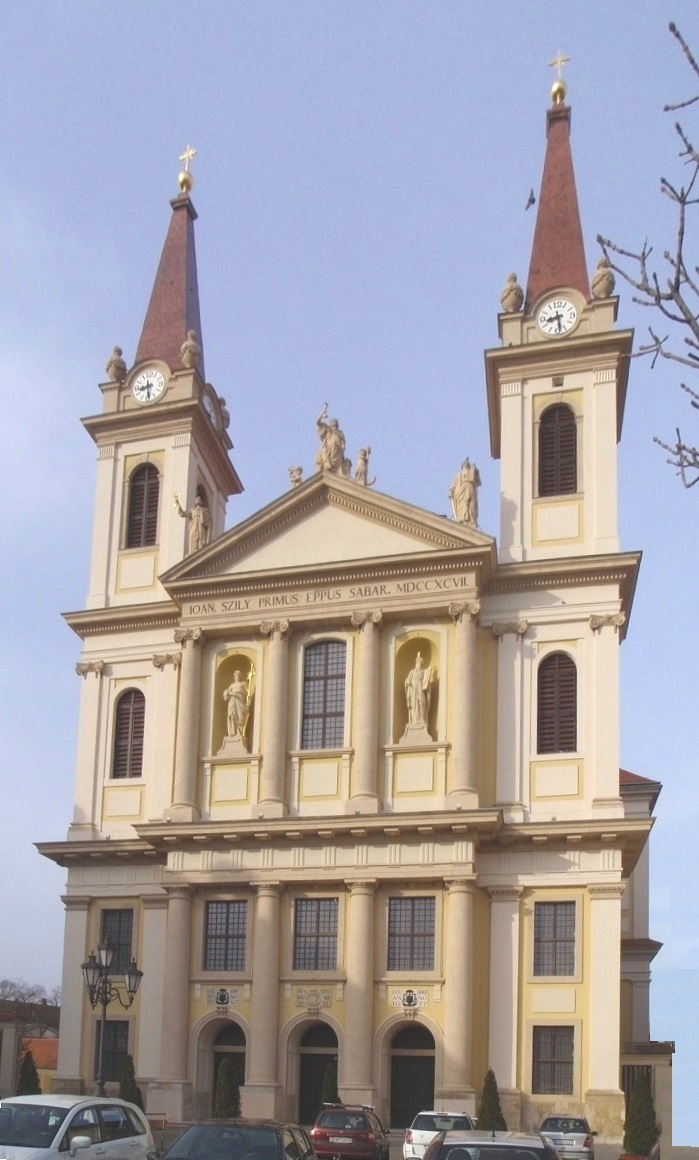
Catedral de Szombathely.

Szombathely (Steinamanger en alemany, Savaria en llatí, Sombotel en eslovè, Kamenec en eslovac) és una ciutat i comtat urbà (en hongarès: "megyei jogú Város") d'Hongria situada a l'oest del país, al costat de la frontera amb Àustria, i és la capital de la província de Vas (Hongria). La ciutat té una extensió de 97,50 km² i una població de 79.590 habitants (2011). És a la llera dels rierols Perint i Gyöngyös, on els cims de l'Alpokalja (Baixos Alps) es troben amb la Kisalföld, la petita plana hongaresa.

## Història
Szombathely és la ciutat més antiga d'Hongria. Va ser fundada com colònia romana l'any 45 amb el nom de Colonia Claudia Savariensum i va esdevenir la capital de la Pannònia Superior, província de l'Imperi Romà. Es trobava molt a prop d'una important ruta comercial. A més, té una residència imperial, banys públics i un amfiteatre. El 2008 es van descobrir restes d'un mitreu, lloc d'adoració del mitraisme, una religió mistèrica.
L'emperador Constantí el Gran va visitar Savari en diverses ocasions. Va posar fi a la persecució envers els cristians, que anteriorment havia atacat personatges importants com Sant Quirí, Sant Rutil i Sant Ireneu. L'emperador va reorganitzar les colònies i va convertir a Savari en la capital de la província de la Pannonia Prima. Va ser una època de gran bonança per a Savari, la seva població va augmentar i es van construir molts edificis, teatres i esglésies inclosos. Al començament del segle iv va viure en aquesta ciutat el patrici romà que es va convertir al cristianisme i posteriorment seria conegut com a sant Martí de Tours (316-397). Les cròniques medievals hongareses estableixen que ell hauria nascut en un poble on es troba ara l'Abadia de Pannonhalma, ja que aquesta muntanya va ser fins i tot anomenada en el seu honor. (Carlemany va erigir una capella en aquesta muntanya en honor del sant, i l'abadia està santificada en el seu nom, però hi ha la disputa del lloc de naixement exacte del sant. Després de l'ocupació turca al voltant del segle xvi es va començar a honrar Szombathely com el seu lloc de naixement, ja que aquesta es trobava en territori controlat pels Habsburg).
Després de la mort de l'emperador Valentinià I, els huns van envair la Pannònia i les forces d'Àtila van ocupar Savari entre el 441 i el 445. Pocs anys més tard, el 458, la ciutat va ser destruïda per un terratrèmol.

### Edat mitjana
Els habitants de la ciutat van romandre allà malgrat totes les dificultats. Les muralles de la ciutat van ser reconstruïdes i es van construir molts edificis nous, encara que menys monumentals, utilitzant els materials de les antigues edificacions romanes, que havien quedat destruïdes. La població d'origen llatí va emigrar de la zona, principalment cap a Itàlia, d'altra banda, van arribar nous habitants, la major part gots i llombards.
Entre el segle vi i el segle xviii el lloc va ser poblat pels àvars i pels pobles eslaus. L'any 795, els francs van ocupar la ciutat després de derrotar els àvars i als eslaus. Carlemany, rei dels francs des del 768, va arribar a visitar la ciutat. Un altre rei franc posterior, el rei Arnulf de Caríntia, va lliurar la ciutat a l'Arquebisbat de Salzburg l'any 875. És probable que la construcció del castell de Szombathely dati d'aquesta època. Per això es va utilitzar la pedra procedent dels banys romans. Posteriorment Savari va ser conquerida pels moraus, encara que el seu govern va durar poc, ja que cap a l'any 900 els magiars van ocupar Savari.
L'any 1009 Esteve I d'Hongria va donar la ciutat a la recentment fundada Diòcesi de Győr. Uns quants anys més tard, entre el 1042 i el 1044, la ciutat va patir molt a causa de la guerra que enfrontava el rei Samuel Aba d'Hongria i el rei germànic Enric III el Negre.
Szombathely va ser destruïda durant la Invasió mongola d'Europa per part dels mongols, que a Hongria va tenir lloc entre el 1241 i el 1242. Però va ser reconstruïda poc temps després i se li va concedir l'estatus de Ciutat Imperial Lliure l'any 1407.
L'any 1578 Szombathely va esdevenir la capital de l'antic comtat (comitatus) de Vas. Szombathely va prosperar fins al 1605, any en què va ser ocupada de nou, aquesta vegada per les tropes d'István Bocskai.

### Szombathely fins a l'any 1900
Durant l'ocupació turca d'Hongria la zona va ser envaïda en dues ocasions: la primera va succeir l'any 1664, quan van ser derrotats en la localitat propera de Szentgotthárd, i per segona vegada l'any 1683, quan l'objectiu era conquerir la ciutat de Viena, encara que van ser novament vençuts. En el seu retorn cap a Anatòlia, anaven saquejant nombrosos pobles. Afortunadament per a Szombathely, les muralles van protegir el seu interior en ambdues ocasions. La pau va arribar a terres hongareses una vegada que el país va ser alliberat del govern otomà i va acabar ja a principis del segle xviii, quan Francesc II Rákóczi va liderar la revolució contra la Casa d'Habsburg.
Szombathely va donar suport a la revolució del príncep Francesc II Rákóczi i, però, va ser controlada per ambdós bàndols. L'exèrcit dels Habsburg la va ocupar l'any 1704 i va canviar de mans el novembre de 1705. El torn dels revolucionaris va ser curt, i a principis de 1706 va tornar a estar sota el poder dels Habsburg. Aquesta situació de canvi es va allargar uns quants anys més. Desgraciadament per al lloc, el juny de 1710, més de dues mil persones van morir a causa d'una plaga, i el 3 de maig de 1716 Szombathely va ser destruïda per un incendi. La població es va anar regenerant gràcies a l'arribada de nous habitants, molts d'ells d'origen alemany, de manera que va existir una majoria alemanya durant molt de temps.
La ciutat va començar a prosperar de nou. gràcies al suport de Ferenc Zichy, bisbe de Győr, es va construir un gymnasium el 1772. La Diòcesi de Szombathely va ser fundada el 1777 per Maria Teresa d'Àustria i el nou bisbe de Szombathely, János Szily, va fer molt per ella. Va enderrocar les ruïnes del castell i va fer construir nous edificis, entre ells una catedral, el palau episcopal i una escola, oberta el 1793.
L'any 1809, els exèrcits de Napoleó Bonaparte van ocupar la ciutat i van romandre-hi cent deu dies, després d'una breu batalla a la plaça principal. El 1813 un brot de còlera va causar moltes víctimes i el 1817, dos terços de Szombathely van ser arrasats per un nou incendi.
Al llarg de la Revolució de 1848 a les zones sota control dels Habsburg, Szombathely va donar suport a la revolució contra aquesta dinastia, encara que no hi va haver disputes a la zona, ja que va romandre governada pels Habsburg. Els anys posteriors al Compromís Austrohongarès de 1867 van portar la prosperitat a Szombathely. El ferrocarril va arribar el 1865, i en els anys setanta del segle xix Szombathely es va convertir en un important centre ferroviari. A causa del seu creixement, el 1885 les poblacions properes de O-Perint i de Szentmárton van ser annexionades.
Durant l'última dècada del segle xix, anys en els quals Gyula Éhen era l'alcalde, Szombathely continuar amb el seu gran desenvolupament. Es van pavimentar els carrers, es van construir les canalitzacions i es va fer una línia de tramvia que unia l'estació de tren, el centre de la ciutat i l'església del Calvari. També són d'aquesta època el casino, l'hotel i el primer orfenat de la zona. La població es va multiplicar per quatre en quatre dècades. Durant la legislatura de l'alcalde Tobias Brenner va continuar la bonança i es van seguir construint nous edificis, és a dir, el museu, els banys públics, els monestirs, noves mansions al centre i una escola de música, de manera que es va crear una orquestra municipal.

### D'ençà del 1900

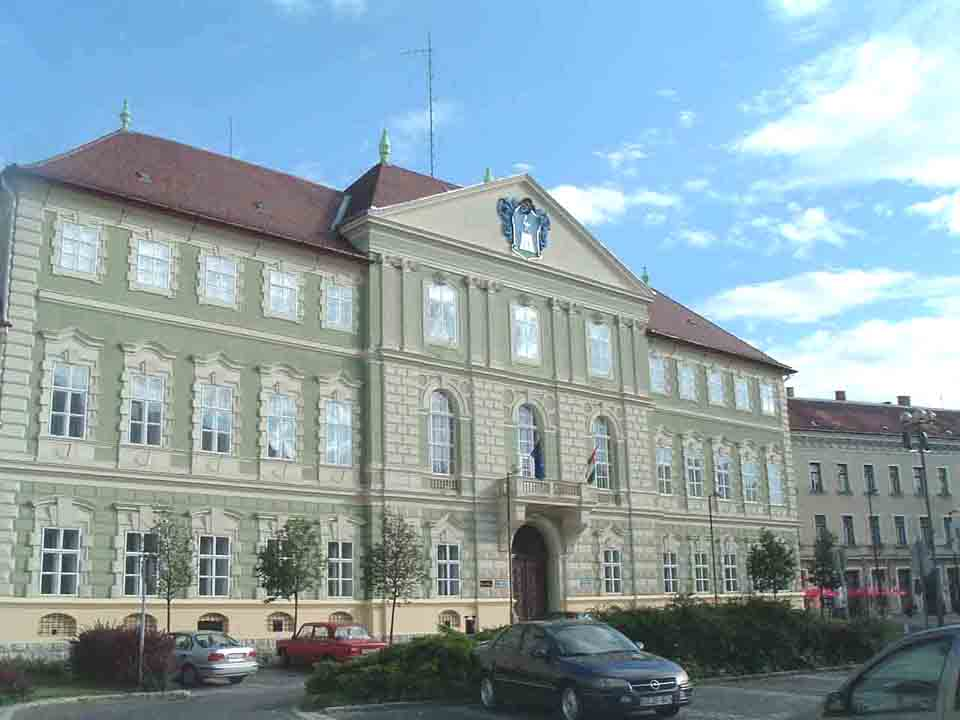
Seu del govern comtal.

Després del Tractat de Trianon, posterior a la Primera Guerra Mundial, Hongria va perdre molts territoris occidentals a favor d'Àustria, de manera que Szombathely, situada a tan sols deu quilòmetres de la nova frontera hongaresa-austríaca, va deixar de ser el centre d'Hongria Occidental. Carles I d'Àustria i IV d'Hongria, en el seu intent de recuperar el tron d'Hongria, va ser rebut amb entusiasme a Szombathely, però els seus esforços per tornar a regnar a Hongria van ser en va. En el període d'entreguerres Szombathely va seguir prosperant. Es van inaugurar noves escoles i entre 1926 i 1929 es va erigir l'hospital més modern de la regió del Transdanubi.
A la Segona Guerra Mundial, tal va passar amb altres poblacions de la regió, Szombathely esdevingué un objectiu estratègic a causa de la ferrovia, l'aeròdrom, la confluència de vies de comunicació, les platges de classificació i la caserna. Per tant, la localitat va formar part de la infraestructura logística militar de les Potències de l'Eix en la Segona Guerra Mundial. Szombathely va ser atacada durant el dia en diverses ocasions el 1944 i 1945 per avions nord-americans (US 15th Air Force), i a la nit va ser atacada per avions del Grup 205 de la Royal Air Force. Les operacions aèries contra aquesta àrea eren iniciades i coordinades en bases a Itàlia. El 28 de març de 1945 el Sisè Exèrcit de Panzer i el Sisè Exèrcit alemany van ser obligats a recular per culpa d'un assalt a través del riu rava contra els exèrcits 46 i 26 de la Unió Soviètica i el Tercer Front Ucraïnès. Concretament, Szombathely va ser ocupada el 29 de març de 1945.
Després de la guerra, la ciutat va créixer i va absorbir moltes localitats veïnes: Gyöngyöshermán, Gyöngyösszőlős, Herény, Kamon, Olad, Szentkirály, Zanata i Zarkaháza. Amb motiu de la Revolució hongaresa de 1956 va ser ocupada per l'exèrcit soviètic.
En els anys setanta Szombathely va viure un procés d'industrialització, s'hi van aixecar moltes fàbriques. En els anys vuitanta la ciutat va anar a millor i es van construir la biblioteca del Comtat, piscines públiques climatitzades i una galeria d'art.
Ja en el segle xxi, es va acabar la restauració i la reforma de la plaça principal del centre de la ciutat el 2006, gràcies a les ajudes econòmiques dels fons de desenvolupament de la Unió Europea, en la qual Hongria va entrar l'any 2004.

## Persones il·lustres
- Richárd Rapport, Gran Mestre d'escacs.

## Ciutats agermanades
- Trnava, Eslovàquia